# Perron de Theux
Pour les articles homonymes, voir Theux (homonymie).
Le perron de Theux est un monument érigé sur la place du Perron, au centre de la ville de Theux, dans la province de Liège en Belgique.

## Historique
Un premier perron, symbole des libertés communales, fut érigé à Theux en 1456 lorsque Theux reçut le titre de Ville. 
Ce perron fut détruit en 1468 par l'armée du duc de Bourgogne Charles le Téméraire, venu punir le pays de Franchimont de l'attaque opérée contre lui à Liège le 29 octobre 1468 par les Six cents Franchimontois.
Ce premier perron fut remplacé quelques années plus tard par un second, qui fut renversé par un ouragan et brisé en morceaux visibles dans la cour du palais des princes-évêques de Liège.
Le troisième perron, celui qui se dresse actuellement sur la place du Perron de Theux, fut érigé en 1768 sous le règne du Prince-évêque de Liège Charles-Nicolas d'Oultremont.
Le perron fait l'objet d'un classement comme monument historique depuis le 25 janvier 1935.

## Description
Le perron est constitué d'une colonne en pierre bleue posée sur un socle composé de quatre marches octogonales.
La base de la colonne, elle aussi octogonale, est percée de « quatre encoches ayant reçu probablement des lions sculptés ».
Le fût de la colonne est divisé en deux parties par une bague moulurée.
La partie inférieure du fût est ornée des armes du prince-évêque de Liège Charles-Nicolas d'Oultremont, martelées à la Révolution française.
La partie supérieure du fût est surmontée d'un chapiteau sommé d'une pomme de pin et d'une croix en fer, comme le perron de Liège.

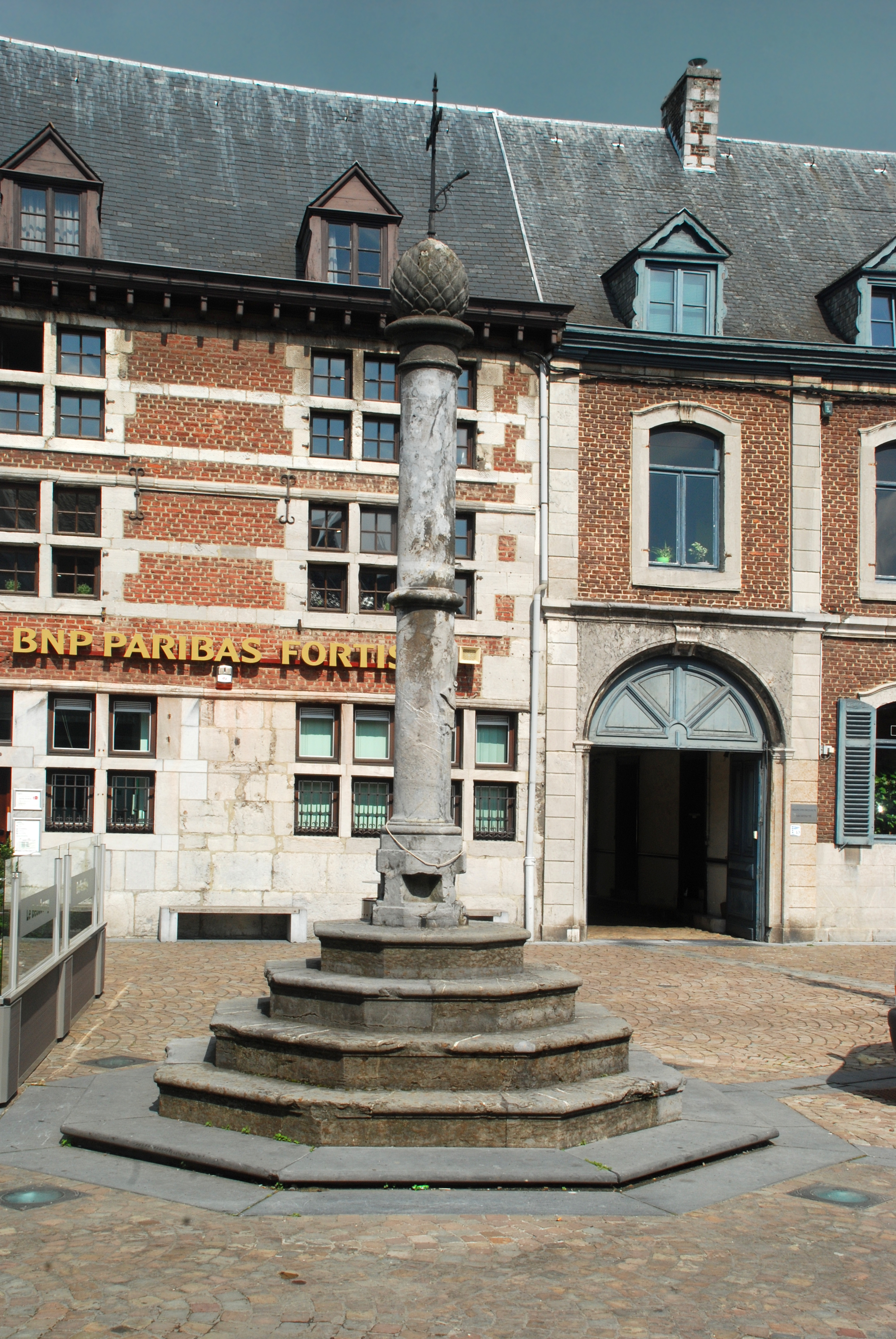
Le perron vu du centre de la place.
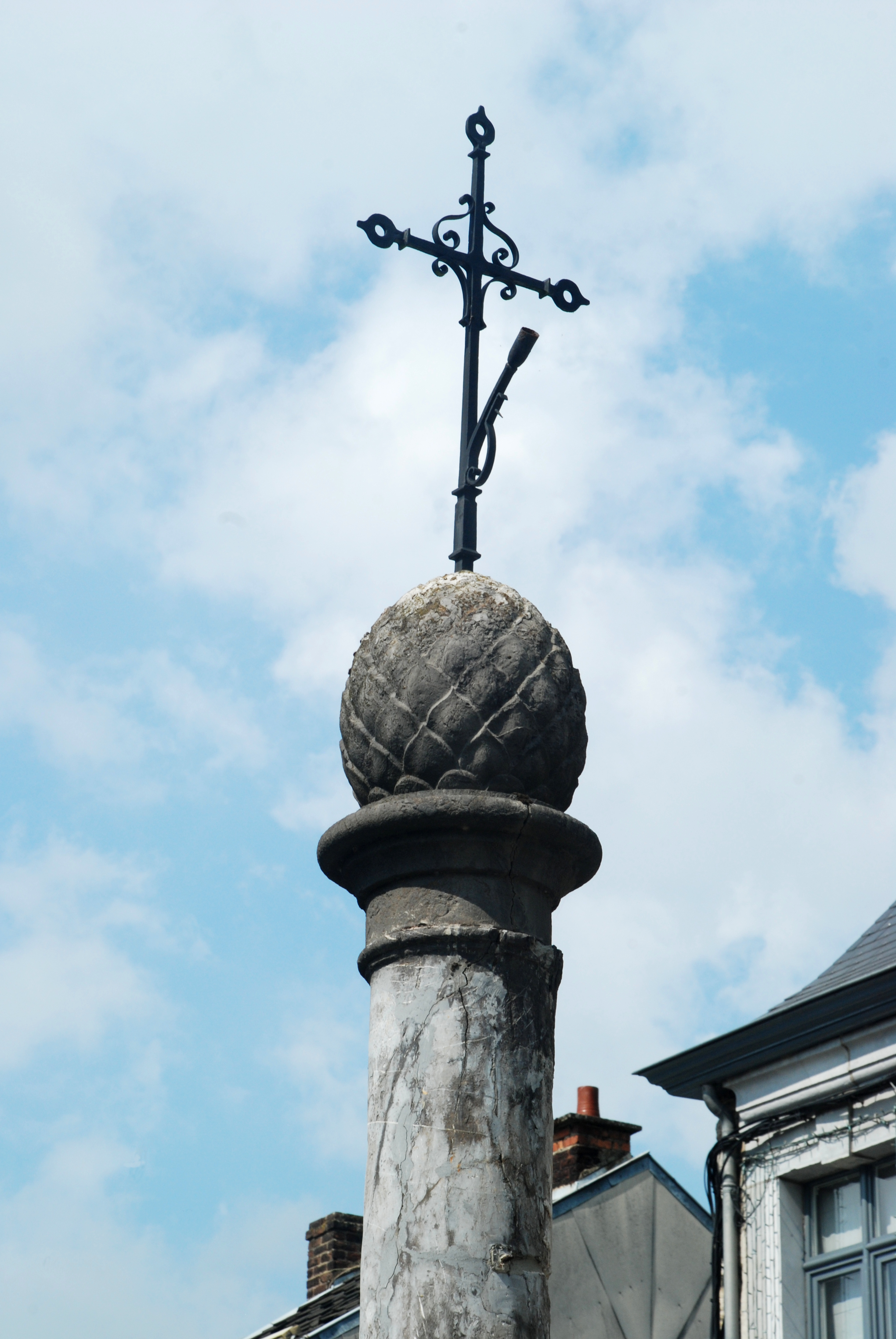
La pomme de pin et la croix en fer qui surmontent le perron.
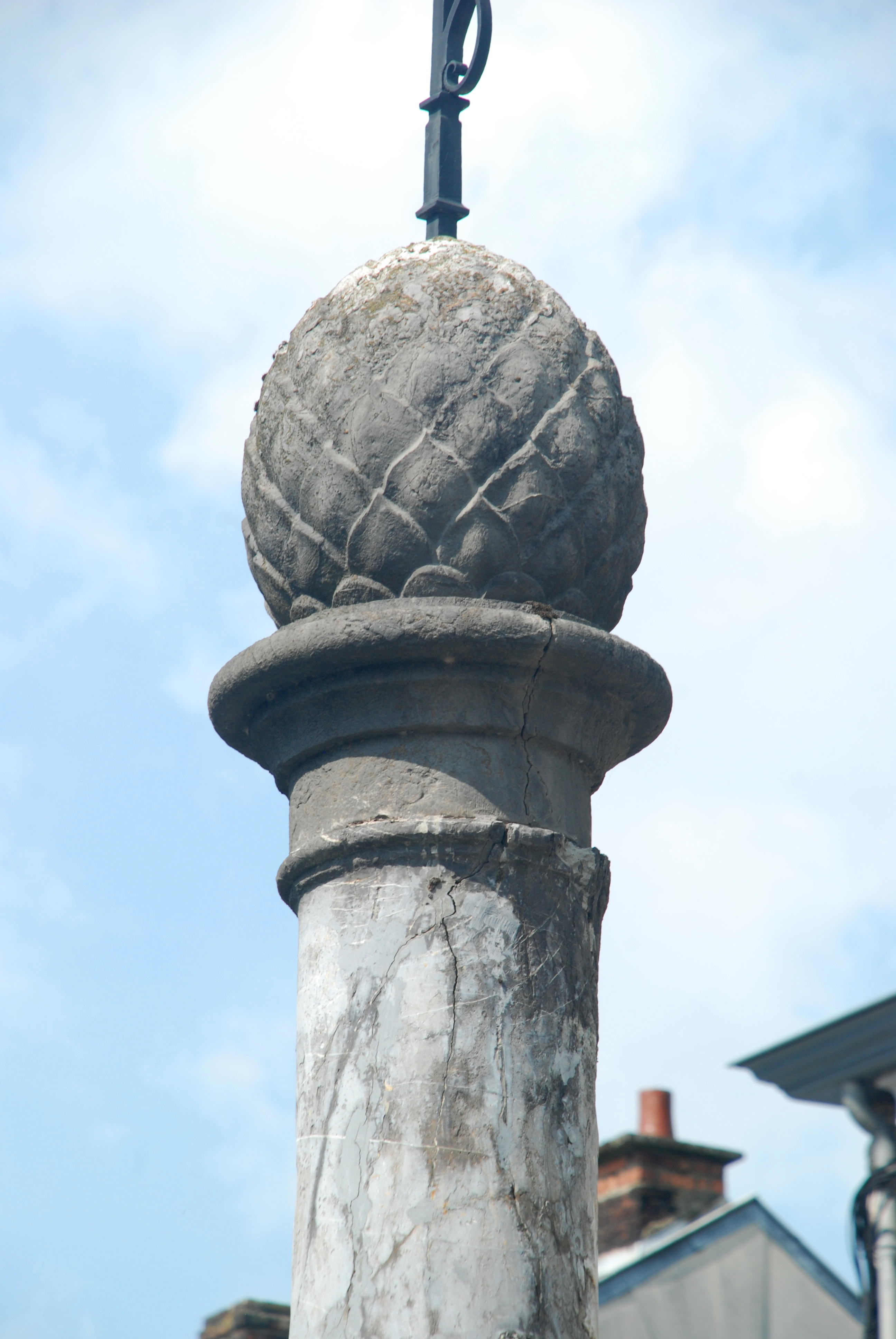
Vue détaillée de la pomme de pin.
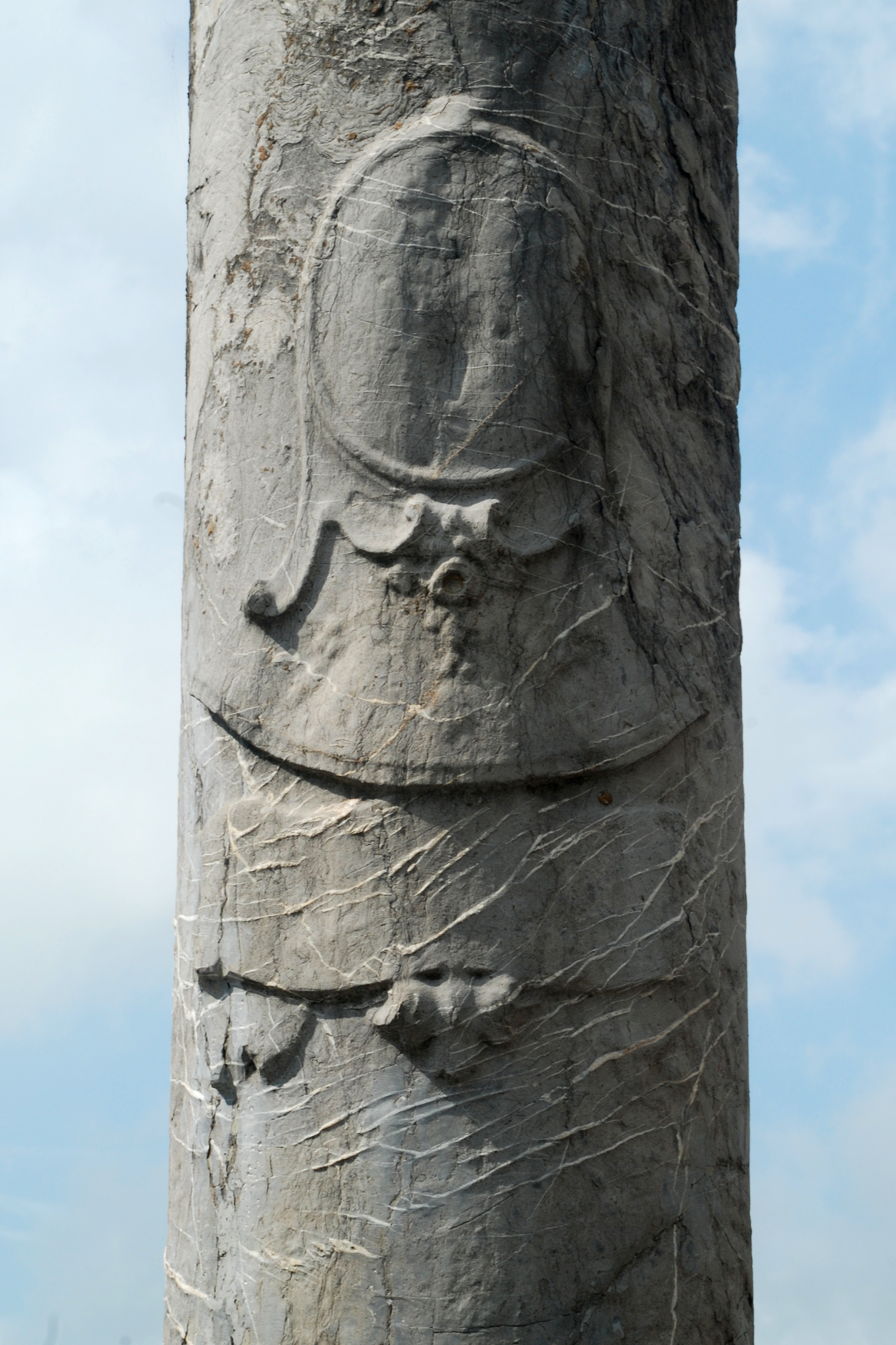
Les armes de Charles-Nicolas d'Oultremont.